# Herzhof

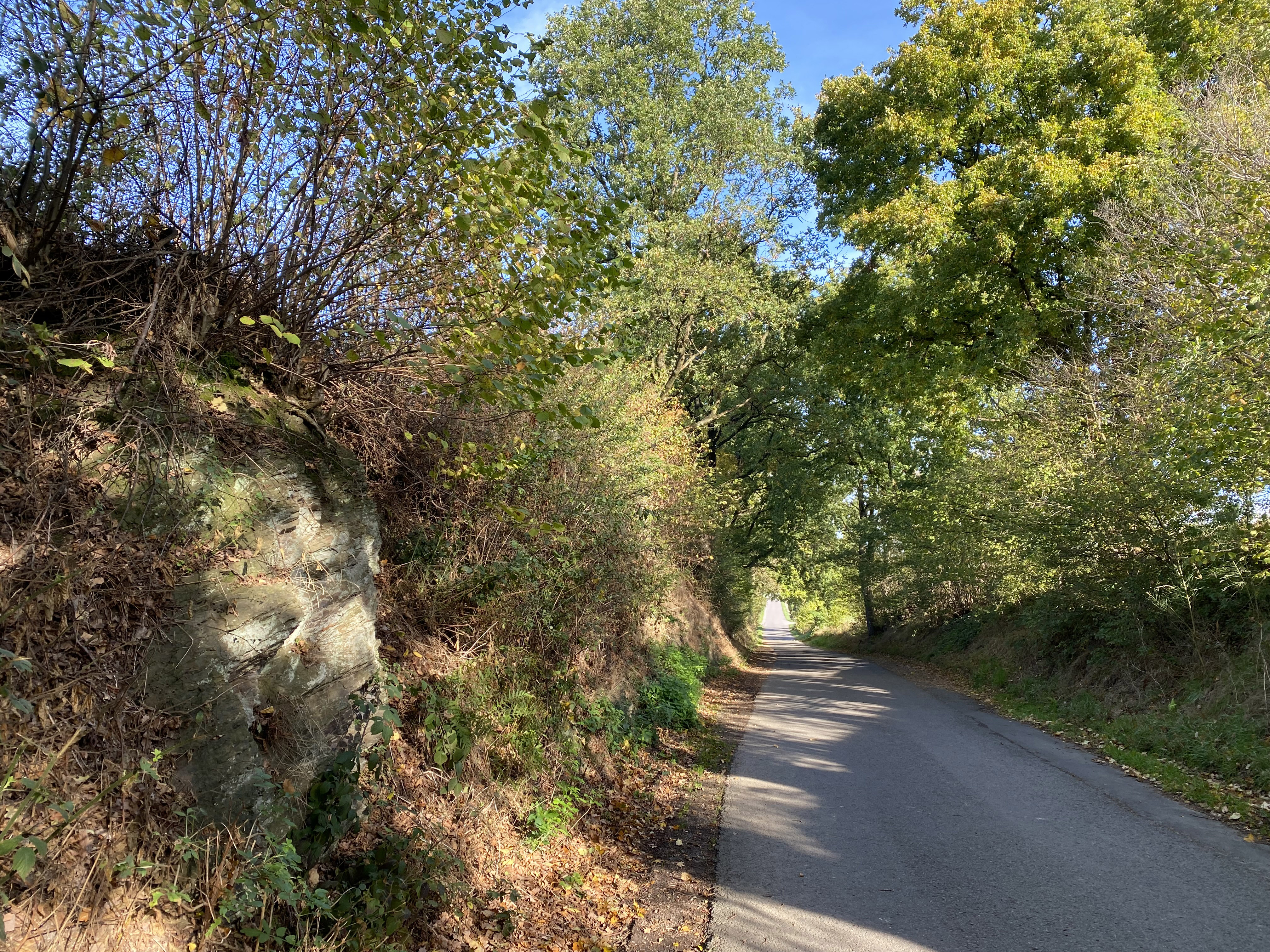
Hohlweg westl. Herzhof

Herzhof ist eine Ortschaft in der Gemeinde Wipperfürth im Oberbergischen Kreis im Regierungsbezirk Köln in Nordrhein-Westfalen (Deutschland).

## Lage und Beschreibung
Der Ort liegt im Süden der Stadt Wipperfürth. Am südwestlichen Ortsrand entspringt der in den Herzhofer Bach. Nachbarorte sind Münte, Lindenstumpf, Sassenbach, Wegerhof und Seidenfaden.
Politisch wird Herzhof durch den Direktkandidaten des Wahlbezirks 6 (060) Leie im Rat der Stadt Wipperfürth vertreten.

## Geschichte
1445 wird der Ort erstmals unter der Bezeichnung „Hertzhofe“ in einem Erbenregister der Wipperfürther Kirche genannt. Die Karte Topographia Ducatus Montani aus dem Jahre 1715 zeigt einen Hof und bezeichnet diesen mit „Herzhof“. Die Topographische Aufnahme der Rheinlande von 1825 verzeichnet auf umgrenztem Hofraum unter dem Namen Herzhof vier getrennt voneinander liegende Grundrisse.
Westlich von Herzhof verläuft bis heute eine historische Wegeverbindung in Richtung Wipperfürth, die zum Teil als Hohlweg ausgeprägt ist.
Das im Ortsbereich von Herzhof stehende Hofkreuz ist der Ersatz für ein älteres bereits an dieser Stelle gestandene Hofkreuz. Das Alter des Kreuzes ist nicht genannt.

## Wanderwege
Zwei vom SGV markierte Zugangswanderwege zum Wipperfürther Rundweg führen westlich von Herzhof vorbei.